# Mercato della Ribera

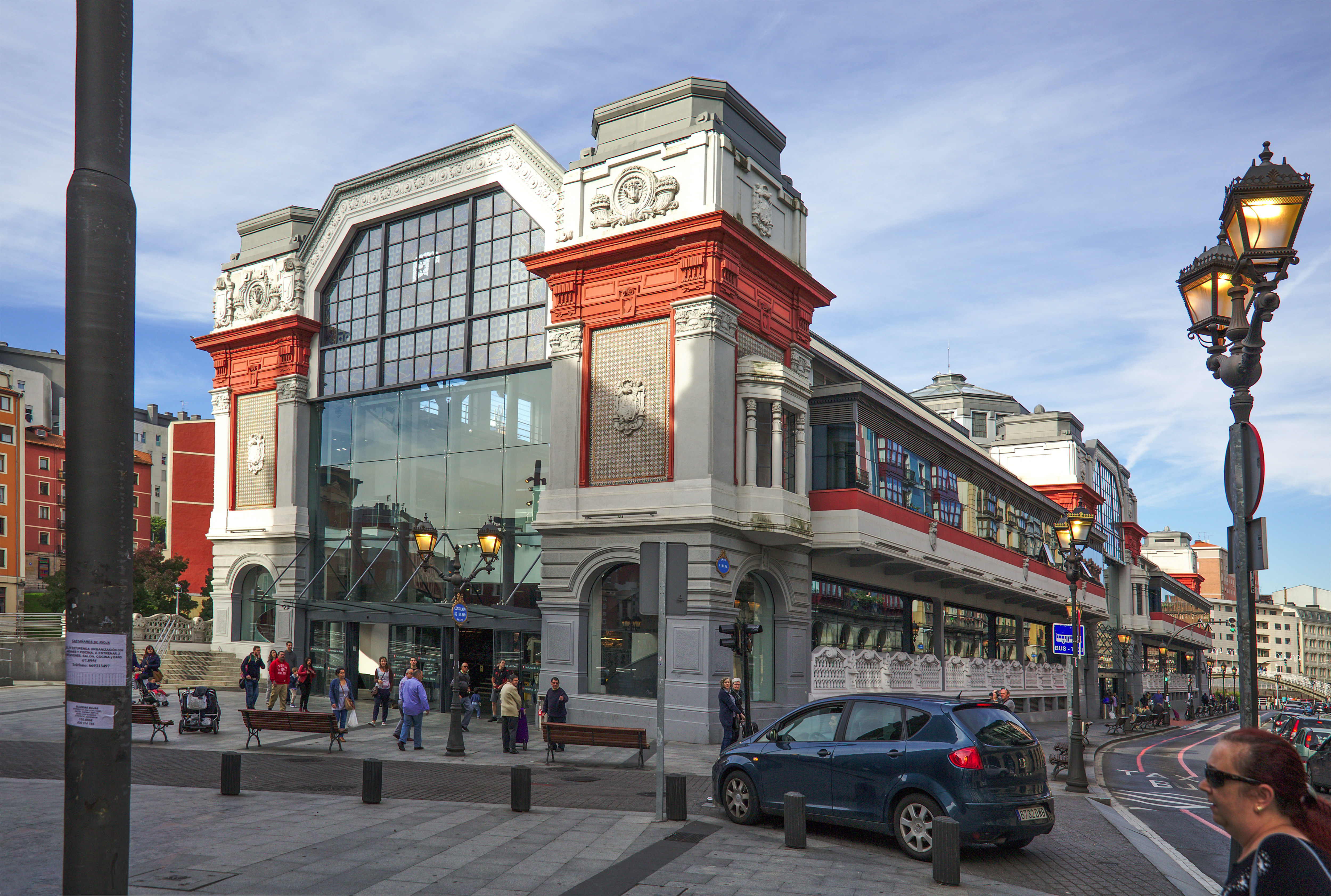
L'entrata principale della Ribera

Il Mercato della Ribera (Mercado de la Ribera) è un mercato coperto di Bilbao, nel nord della Spagna. Si trova sulla riva destra del fiume Nervión, vicino a Casco Viejo. La superficie di 10.000 metri quadrati lo rende il più grande mercato coperto d'Europa.
Al suo interno, ci sono bancarelle che vendono prodotti diversi, per lo più prodotti freschi. Ci sono mercati di pesce, macellai e fruttivendoli. C'è anche una parte del mercato per i prodotti degli agricoltori locali.
È stato riconosciuto nel 1990 come il più completo mercato alimentare municipale dal Guinness Book of Records. È il più grande in termini di commercianti e bancarelle e il più grande mercato coperto per quanto riguarda lo spazio in tutta l'Europa, con una superficie di 10.000 metri quadrati. I lavori di ristrutturazione sono iniziati verso la metà del 2009 allo scopo di rinnovare la struttura, le bancarelle e i servizi per rimanere un punto di riferimento per gli acquirenti nel XXI secolo. Più di 60 commercianti forniscono ai clienti prodotti: carne, frutta, crostacei, formaggi, carni cotte, alimenti surgelati e funghi.